# アップル川 (イリノイ州)

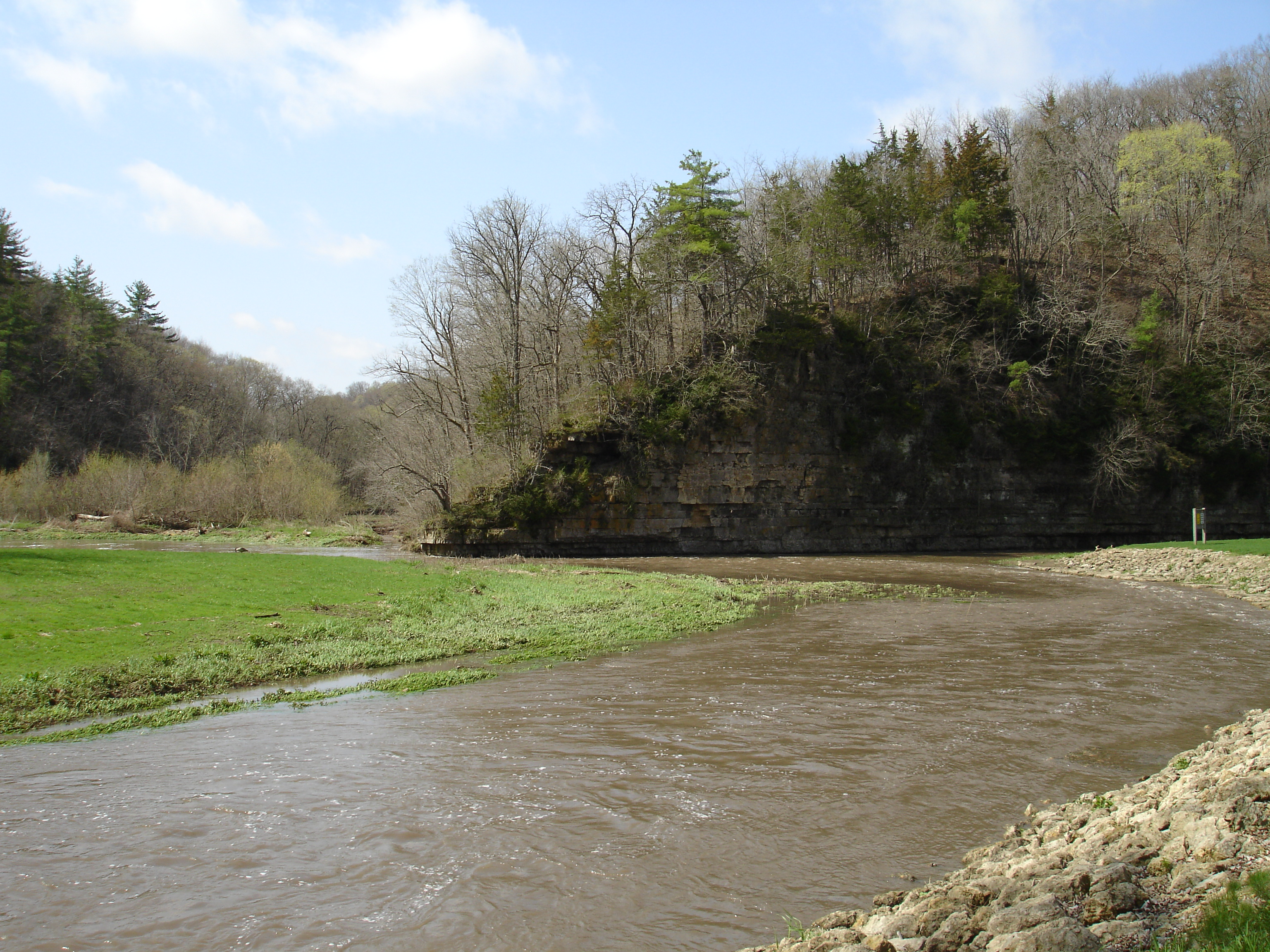
サウスフォークアップル川合流点付近

アップル川（アップルがわ、Apple River）は、アメリカ合衆国ウィスコンシン州南西部とイリノイ州北西部を流れる全長約65kmの川で、ミシシッピ川の支流である。源流部を除き、大部分はイリノイ州内を流れる。

## 流路
ウィスコンシン州ラファイエット郡に源を発し、イリノイ州のジョーデイビース郡に入る。アップルリバーキャニオン州立公園（Apple River Canyon State Park）を南西に流れ、イリノイ州のハノーバー（Hanover）の村付近で南東に転じる、キャロル郡に入り、サバンナ（Savanna, Illinois）の北西約11kmの場所でミシシッピ川に合流する。

## 支流
括弧内は合流地点
- ウエストフォークアップル川（ジョーデイヴィスズ郡）
- サウスフォークアップル川（ジョーデイヴィスズ郡）